# Islandsberg

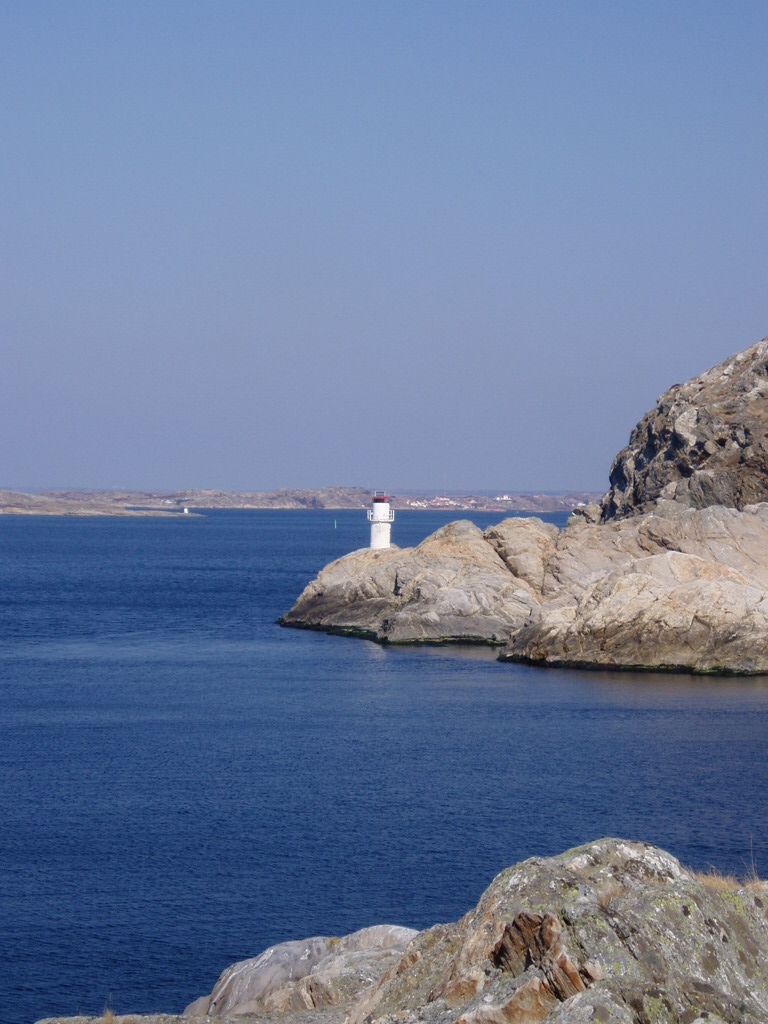
Islandsberg

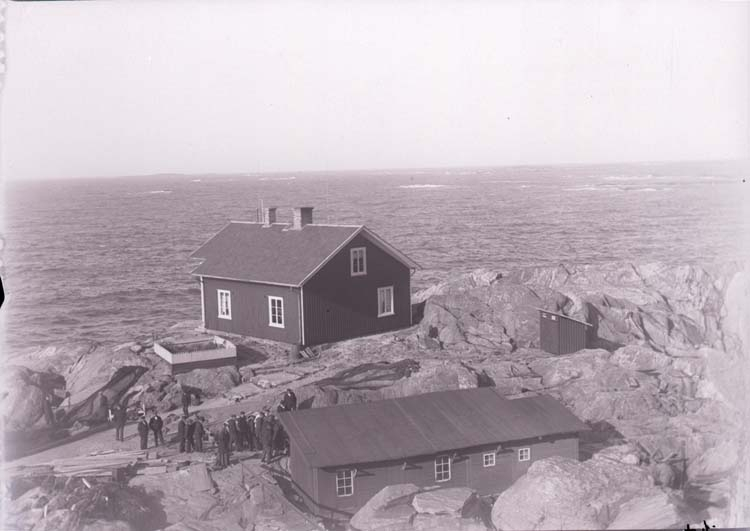
Islandsbergs fyrplats 1910.

Islandsberg är en fyrplats i Bohusläns skärgård, Lysekils kommun, 7 kilometer söder om Lysekil på Skaftölandet i närheten av Grundsund.
Den ursprungliga fyren uppfördes som ett kombinerat fyr- och bostadshus år 1883. Den ersattes år 1938 med en obemannad AGA-fyr norr om det gamla fyrhuset, vilket numera är ett privatägt sommarhus.